# Deep Sea Skiving
Deep Sea Skiving is het debuutalbum van de Engelse popgroep Bananarama, uitgebracht op 7 maart 1983 door London Records. Het album bereikte nummer zeven in de Britse albumlijst.
De binnenhoes van de vinyluitgave bevatte talloze foto's van de groep, waarvan er verschillende in hun kindertijd waren. Deze foto's werden gereproduceerd in de Deluxe Edition cd/dvd-heruitgave uit 2013.
Op 19 maart 2007 werden Bananarama's eerste zes studioalbums (waaronder Deep Sea Skiving) opnieuw uitgebracht door Rhino Records. Alle nummers op Deep Sea Skiving werden geremasterd en het album bevatte diverse bonustracks, waaronder B-kanten, remixen en een cover van het nummer "No Feelings" van de Sex Pistols.

## Achtergrond en opname
Twee nummers van het album, "Really Saying Something" en "Aie a Mwana", zijn afkomstig van eerder opgenomen singles. Bananarama nam drie nummers op ("Shy Boy", "Na Na Hey Hey (Kiss Him Goodbye)" en "Boy Trouble") met Jolley & Swain als producer, maar ontsloeg het duo halverwege de opnames en rekruteerde Barry Blue om de rest van het album te produceren. Siobhan Fahey legde uit: "[Jolley & Swain] wilden dat wij hun nummers zouden spelen, niet die van ons. Ze wilden een jaren 80-versie van de oude meidengroepen, met stemmen zonder lichaam. Ze zagen ons niet als stemmen met ideeën." Desondanks zouden Jolley & Swain terugkeren als producers voor Bananarama's volgende twee studioalbums.